# Jozefstraat v/h Molenpoort
De Jozefstraat v/h Molenpoort is een steeg in het centrum van Delft. De steeg verbindt de Oude Langendijk in het noorden en de Burgwal in het zuiden, en loopt pal langs de Maria van Jessekerk. Het maakte deel uit van de historische stadsbuurt Papenhoek, een katholieke 'enclave' in een destijds overwegend protestantse stad.

## Naamgeving
Molenpoort (voorheen 'Meulen Poort') is de historische naam van de steeg. Poort is een lokale term voor een nauwe steeg. Het was tevens een verwijzing naar het poortje aan de Oude Langendijk via welke men de steeg inliep, richting de rosmolen aldaar. De naam werd in 1980 pas officieel, maar leidde tot verwarring met de gelijkende Molenstraat in de stad. Daarom werd het steegje in 1981 tot Jozefstraat hernoemd, als herinnering aan de voormalige beschermheilige van de Maria van Jessekerk, Sint-Jozef. In 1990 werd op verzoek van raadsleden de historische naam Molenpoort hersteld. Dit leidde tot protest van de bewoners en als compromis werd de straat in 1991 hernoemd tot Jozefstraat v/h Molenpoort.

## (Voormalige) panden

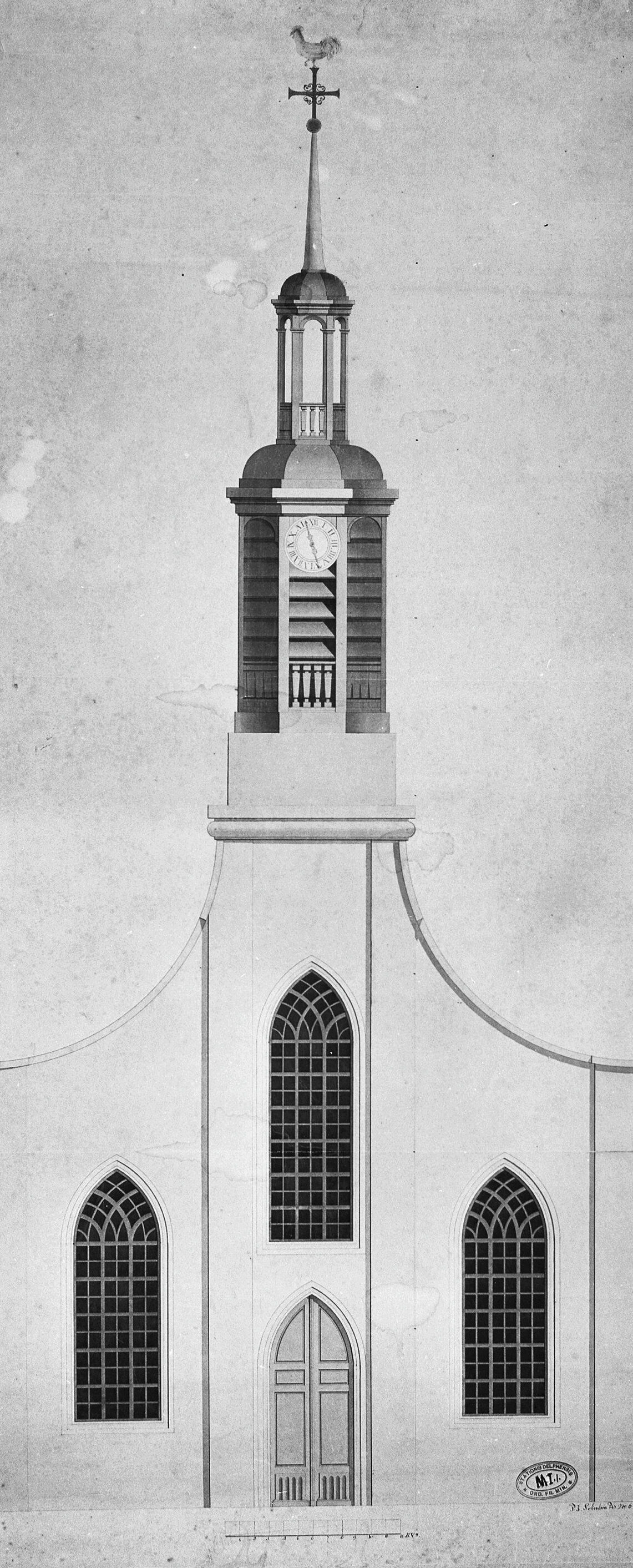
St-Jozefkerk aan de Molenpoort begin 19e eeuw.

Op de noordwestelijke zijde van deze steeg, aan de Oude Langendijk 25, staat een historisch pand dat voorheen bekend stond als Trapmolen, eveneens een verwijzing naar de rosmolen die in de molenpoort stond.  Aan de noordoostelijke zijde van het poortje stond in de periode van omstreeks 1536 tot 1733 het Serpent, een herberg, later woning. Deze twee hoekpanden (de eerste dus nog steeds bestaand, de andere afgebroken voor de uitbreiding van de toenmalige St-Jozefkerk) zijn kandidaten als zijnde het huis waar Johannes Vermeer in de periode van circa 1660 tot 1675 gewoond zou hebben. Aansluitend op het Serpent in de Molenpoort bevond zich een doorgangspoortje dat toegang verschafte naar het parochie van de Jezuïtische schuilkerk die in het huizenblok ten oosten van Molenpoort verstopt zat.
Op de zuidoostelijke hoek van Molenpoort, waar thans de Maria van Jessekerk staat, heeft vanaf 1703 Huis Duinkerken gestaan, een verbeterhuis (voorganger van tucht- en dolhuizen). Dit huis nam vanaf 1746 alleen vrouwen op.

## Overig
In 2019 werden de eerste meters van de Jozefstraat, gezien vanaf de Oude Langendijk, bestraat met gepersonaliseerde goudkleurige klinkers, waarmee bewoners van Delft in het zonnetje gezet werden.